# 鈴木愛理 あいりまにあRadio
『鈴木愛理 あいりまにあRadio』（すずきあいり あいりまにあレディオ）は、2018年7月8日から2022年3月27日までRKB毎日放送（RKBラジオ）で放送されていたトーク番組である。

## 番組概要
元℃-uteメンバーで現在は歌手、女優、モデルとして活躍する鈴木愛理の冠番組である。2018年に彼女が「15年目の新人ソロシンガー」として再デビューするのに併せてスタートした。
番組では、挨拶は「こんばんまにあ」、ラジオネームは「まにあネーム」としている。
番組ハッシュタグは「#あいりまにあRadio」。
番組放送開始前には毎回、予告動画を番組公式Twitterに公開している。
2020年4月26日（25日深夜）の放送以降、新型コロナウイルス感染予防のため、鈴木の自宅で収録したものを放送していたが、2020年6月21日（20日深夜）の放送分からスタジオ収録が再開した。2021年には東京都の緊急事態宣言発令に伴い、1月17日（16日深夜）の放送分から再び、鈴木の自宅で収録したものを放送していた。
2020年5月31日（30日深夜）の放送で100回を迎えた。
2021年7月25日（24日深夜）、8月1日（7月31日深夜）は初のロケとなる代官山 HyLife Pork TABLEで収録した模様を放送した。

## 放送時間
- 本放送 日曜日 1:30 - 2:00[1]（JST。2018年7月8日 - ）
- 再放送 火曜日 23:00 - 23:30（JST。2019年4月2日 - 2020年1月21日）[8]

## パーソナリティ
- 鈴木愛理

## 現在のコーナー
ROAD TO あいりまにあ
サイコロを振って出た目のリスナーからの質問に答えていくコーナー。冒頭にマネージャーのさくちゃんに元気?と鈴木が質問するのと10が3回出るとモノマネをするのが定番になっている。記念回などの際にはメール採用者にプレゼントを贈呈している。
めざせ!MUSIC MONSTER!
毎週1組のアーティストについて紹介するコーナー。
夏だ!音楽だ!そうだ!アニサマだ!!
『Animelo Summer Live 2021 -COLORS-』に出演予定のアーティストについて紹介するコーナー。
博多弁まにあ!
鈴木に言ってもらいたい博多弁や、面白い方言を紹介するコーナー。現在は博多弁を使ったセリフを主に募集している。
時空探偵あいり
鈴木が「ライブを始めておこなった日」など過去のある日の出来事について話すコーナー。
助けてあいりパンマン!
リスナーの意見を元に始動したいわゆるお悩み相談コーナー。
このほか、ふつおたも募集している。

## 過去のコーナー
What's DMAF
鈴木のデビューアルバム「Do Me A Favor」を毎週1曲ずつ紹介していくコーナー。
あいりのフェスへ行こう!
フェスに出演するアーティストの話や楽しみ方を紹介するコーナー。
愛理ンジャパン2020
夏フェスを開催したら…という妄想で最近のアーティストを1組ピックアップし、紹介するコーナー。

## よく話題に出る人物
さくちゃん
鈴木のマネージャー。一部コーナーに参加することがある。
アキD
番組のディレクターを務める人物。

## ゲスト
2019年
- 4月14日（13日深夜） - 橋口洋平（wacci）[13]

2020年
- 8月23日（22日深夜） - 上國料萌衣、川村文乃（アンジュルム）※コメント出演

2021年
- 7月11日（10日深夜） - 大森靖子[14]
- 11月21日（20日深夜） - 山崎あおい[15]
- 12月12日（11日深夜） - 小片リサ[16]

## 公開収録
- 2018年10月 - 鈴木愛理 あいりまにあradio 公開収録（RKBラジオまつり2018）[17]